# Why Can't I Be You?
Why Can't I Be You? è un singolo della band britannica The Cure, pubblicato il 14 aprile 1987, primo estratto dall'album Kiss Me, Kiss Me, Kiss Me. Il CD dell'edizione tedesca è stato il primo singolo della band pubblicato in questo formato.

## Tracce singolo

### Vinile 7"
Lato A
1. Why Can't I Be You?

Lato B
1. A Japanese Dream

### Doppio vinile 7"
Disco 1
Lato A
1. Why Can't I Be You?

Lato B
1. A Japanese Dream

Disco 2
Lato A
1. Six Different Ways (Live in Orange)

Lato B
1. Push (Live in Orange)

### Vinile 12"
Lato A
1. Why Can't I Be You? (Extended)

Lato B
1. A Japanese Dream (Extended)

### CD/CDV
1. Why Can't I Be You? (Extended)
2. A Japanese Dream (Extended)
3. Hey You!!!
4. Why Can't I Be You? [Videoclip]

## Formazione
- Robert Smith - voce, chitarra, tastiere
- Lol Tolhurst - tastiere
- Porl Thompson - chitarra, tastiere
- Simon Gallup - basso
- Boris Williams - batteria